# 山内雅夫
山内 雅夫（やまのうち まさお、1931年11月27日 - 2011年11月17日）は、占星術家であり、NHKの経済番組ディレクターであった。

## 経歴
1931年11月27日（昭和6年）京都府生まれ。射手座。A型。同志社大学経済学部卒業後、NHK入局。ニューヨーク特派員、経済番組担当ディレクターなどを歴任。
在職中52歳で、『占星術の世界』（中央公論社）出版。その後、『超占星術』『世界を操る黒魔術（こくまじゅつ）の呪い』などを出版。
2011年11月17日（平成23年）東京都千代田区にある神田の仕事場にて死去。死因は大動脈解離。